# Mariä Heimsuchung (Hohenschambach)

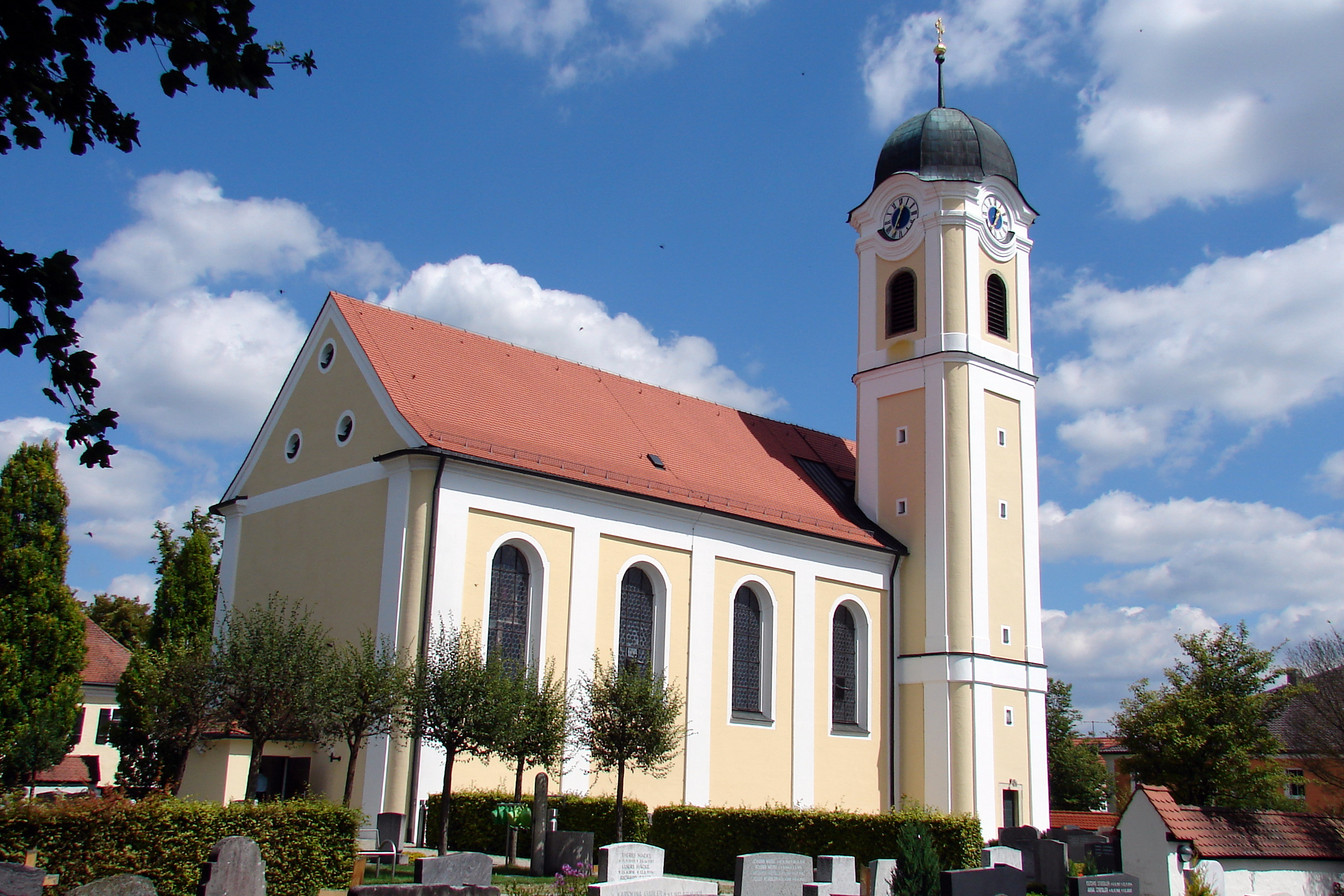
Pfarrkirche Mariä Heimsuchung

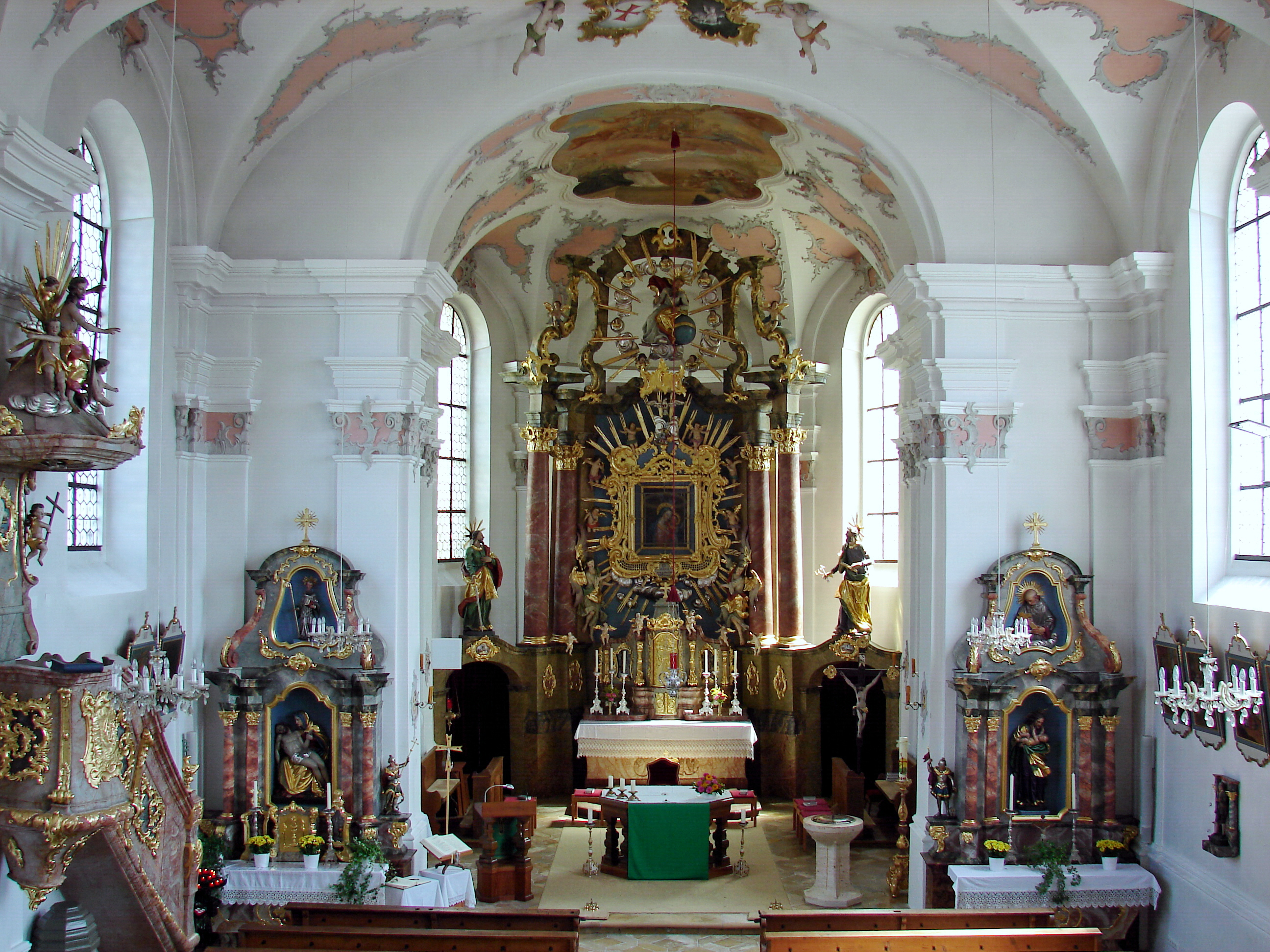
Innenansicht

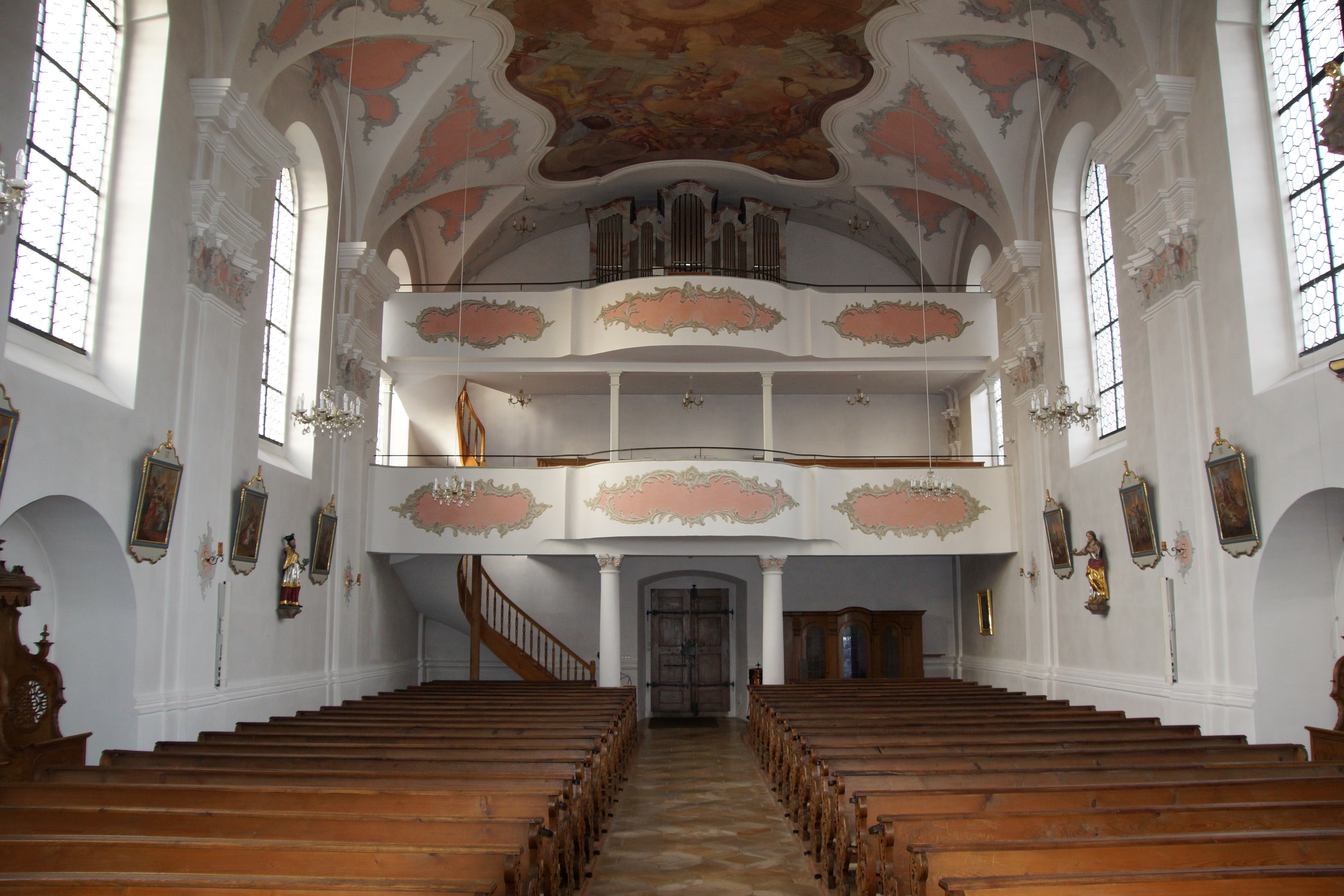
Innenansicht nach Westen

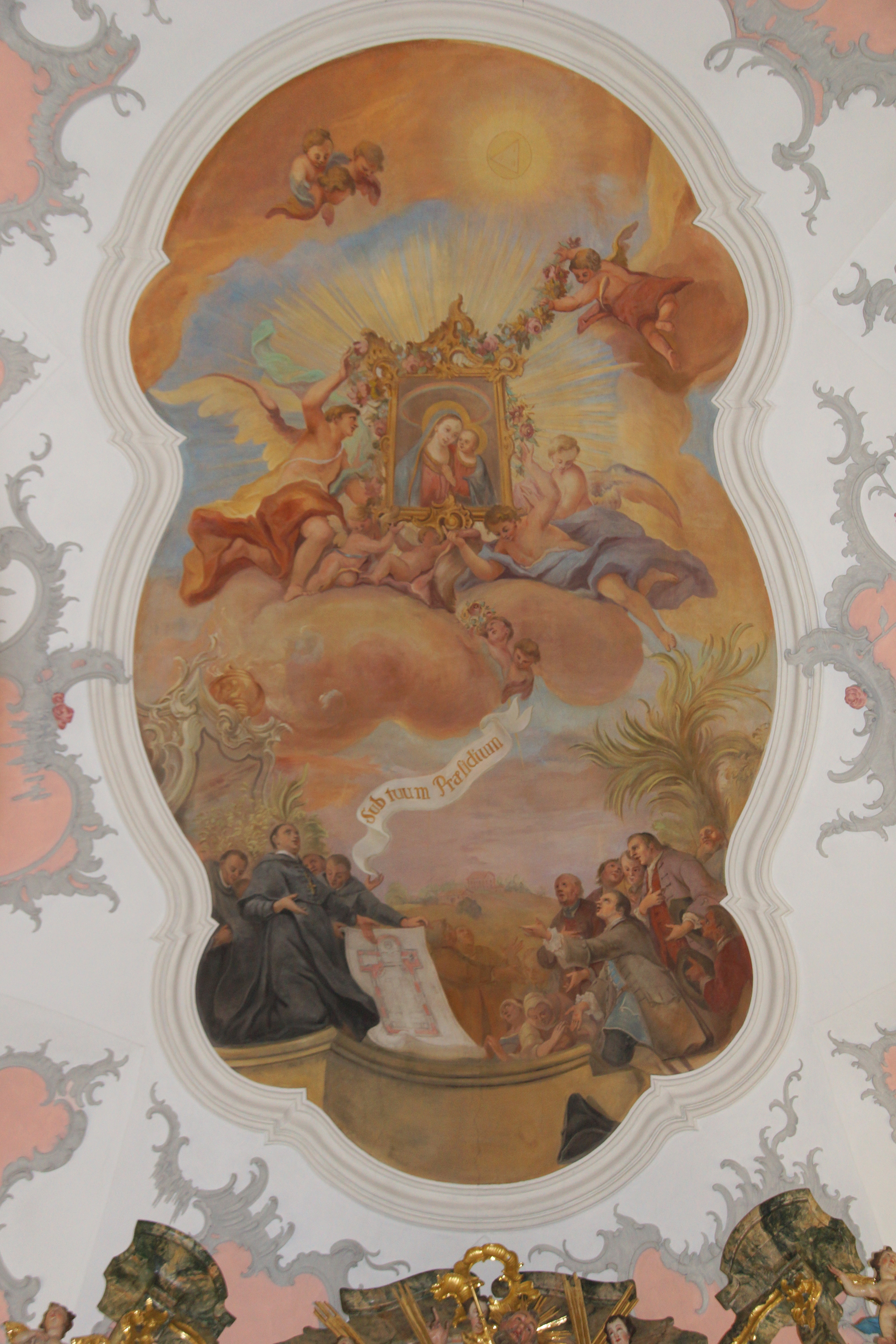
Deckenbild im Chor

Die römisch-katholische Pfarrkirche Mariä Heimsuchung ist eine barocke Saalkirche im Ortsteil Hohenschambach von Hemau im Oberpfälzer Landkreis Regensburg. Sie gehört zur Pfarrgemeinschaft Hohenschambach-Aichkirchen im Dekanat Laaber des Bistums Regensburg.

## Geschichte und Architektur
Die Kirche wurde 1007 von Heinrich II. dem neu geschaffenen Bistum Bamberg gestiftet. Im Jahr 1109 wurde die Kirche dem Kloster Prüfening inkorporiert, was bis 1803 Bestand hatte. Ein Vorgängerbau, der 1634 durch schwedische Truppen zerstört worden war, wurde 1694 wieder instand gesetzt und brannte 1758 erneut ab, wobei aber das Gnadenbild von 1753 erhalten blieb. Nach einem neuerlichen Brand von 1758 wurde 1759 der Grundstein für einen Neubau von Abt Peter II. von Prüfening (das Klosterwappen ist am Chorbogen zu finden) gelegt; die Konsekration fand 1764 statt.
Das Deckengemälde wurde von Otto Gebhard ausgeführt, ist signiert und auf das Jahr 1760 datiert. Im Jahr 1934 wurden neubarocke Seitenaltäre hinzugefügt. Im Jahr 1961 wurden der Fußboden und das Gestühl erneuert. Eine Restaurierung wurde 1976–1979 vorgenommen. Der Friedhof an der Kirche wurde 1960 nach Norden verkleinert.
Die Kirche ist eine einfache Saalkirche mit einem eingezogenen, halbrund geschlossenen Chor mit gleicher Firsthöhe wie das Langhaus. Das Äußere ist durch Mauerbänder gegliedert. Der Turm, der auf der Südseite an das Chorjoch angefügt ist, wird durch eine Welsche Haube über einem geschweiften Gesims abgeschlossen.
Das Innere der Kirche ist in einem rustikalen, aber dennoch sorgfältig ausgeführten Rokokostil gestaltet. An Chor- und Langhauswänden fangen verkröpfte Pilastervorlagen mit reich profilierten Gebälkstücken die Tonnengewölbe mit Stichkappen ab. Im Westen ist eine geschwungene Doppelempore eingebaut. Der Rocaillestuck an den Kapitellen und die großzügigen Deckenkartuschen wurden möglicherweise von Joachim Anton Pfeffer aus Prüfening ausgeführt, die jochübergreifenden Deckenbilder von Gebhard. Im Chor ist Abt Petrus dargestellt, der die Pfarrei unter den Schutz des Gnadenbilds stellt, das durch Benediktinermönche verehrt wird. Ein Engel hält den Grundriss der Kirche mit der (historisch unkorrekten) Jahreszahl 1209. Im Langhaus ist Maria Immaculata als Himmelskönigin thronend über Heiligen dargestellt. Am Bildrand ist ein Engel mit dem Grundriss des Klosters Prüfening gezeigt, ebenfalls mit der Jahreszahl 1209.

## Ausstattung
Der viersäulige Hochaltar wurde 1760 geschaffen und ist dem Chorschluss angepasst. Im Zentrum steht das Gnadenbild der Maria vom guten Rat, dessen geschnitzter Rahmen von Engeln in einer Glorie getragen und von der Taube des Heiligen Geistes bekrönt ist. Im Altarauszug ist Gottvater in der Glorie dargestellt. Über den seitlichen Durchgängen sind lebensgroße Schnitzfiguren der Apostelfürsten zu finden. Die Kanzel entstammt den Jahren 1760/1770. Über dem Schalldeckel ist der kreuztragende Christus mit Engeln zu sehen, am Korpus ein Relief mit dem Sturm auf dem See Genezareth.
Eine Gruppe mit Kruzifixus und Schmerzensmutter wird auf das dritte Viertel des 18. Jahrhunderts datiert. Mehrere offene Beichtstühle sind in Baldachinform gestaltet. Die Kreuzwegbilder stammen vermutlich aus dem frühen 18. Jahrhundert.
Die Orgel ist ein Werk von Josef Maier aus dem Jahr 2007 mit 19 Registern auf zwei Manualen und Pedal.